# Ezüst eső
Ezüst eső (węg. Srebrny deszcz) – piąty studyjny album węgierskiego zespołu Ámokfutók, wydany przez Warner-Magneoton w maju 1999 roku na MC i CD. Album zajął pierwsze miejsce na węgierskiej Top 40 album- és válogatáslemez-lista i utrzymywał się na niej przez 32 tygodnie.

## Lista utworów
1. "Ne sírj!" (4:07)
2. "Neked adom" (3:47)
3. "Nyugi nyugi baby" (3:40)
4. "Ezüst eső" (3:26)
5. "Baby állj meg!" (3:59)
6. "Temess el szerelmedbe" (4:29)
7. "Angyalok álma" (4:09) (utwór dodatkowy)
8. "Ne sírj! (Karaoke)" (4:07) (utwór dodatkowy)
9. "Neked adom (Karaoke)" (3:47) (utwór dodatkowy)
10. "Hiányzol (Special Christmas Version)" (4:53) (utwór dodatkowy)